# Avenue des Aubépines
L'Avenue des Aubépines (Hagedoornlaan en néerlandais) est une voie d'Uccle.

## Situation et accès
Cette avenue est située dans le quartier du Prince d'Orange. 

## Bâtiments remarquables et lieux de mémoire
Il s'y trouve notamment la résidence de l'ambassadeur d'Irak.